# Gryfów Śląski
Gryfów Śląski (in tedesco Greiffenberg) è un comune urbano-rurale polacco del distretto di Lwówek Śląski, nel voivodato della Bassa Slesia.
Ricopre una superficie di 66,61 km² e nel 2004 contava 10 416 abitanti.